# ルドルフ・メスバウアー
ルドルフ・ルートヴィヒ・メスバウアー（Rudolf Ludwig Mößbauer, 1929年1月31日 – 2011年9月14日）は、ドイツの物理学者である。メスバウアー効果の発見者として知られる。

## 生涯
ミュンヘンに生まれ、1948年にミュンヘン＝パーシンク (München-Pasing) の高校でアビトゥア資格を得た。メスバウアーはドイツ博物館を訪れたことで物理学に興味を持ったと語っており、その道に進んで1955年に学位を取得した。
1955年から1957年までハイデルベルクのマックス・プランク医学研究所で博士課程の学生として研究を行い、「イリジウム191におけるガンマ線の核共鳴蛍光 (Kernresonanz-Fluoreszenz von Gammastrahlen im Iridium 191)」と題する博士論文を発表した。このとき発見した原子核によるX線の共鳴吸収現象は、いわゆるメスバウアー効果として知られる。1958年にミュンヘン工科大学のハインツ・マイアー＝ライプニッツによる口頭試験を経て卒業した。また、この年に、メスバウアー効果を直接示す実験的証拠を得ることにも成功している。1960年からカリフォルニア工科大学で研究を始め、1961年には「ガンマ線の共鳴吸収についての研究、およびそれに関連する効果の発見」の功績により、ロバート・ホフスタッターと共にノーベル物理学賞を受賞した。1964年に正教授としてミュンヘン工科大学へ戻った。
1972年から1977年まで、中性子発生装置を有する、フランス・グルノーブルのラウエ・ランジュヴァン研究所 (Institut Laue-Langevin, ILL) の所長を務めた。その後、再びカリフォルニア工科大学に戻り、1997年に名誉教授となった。
NASAの火星探査機「スピリット」と「オポチュニティ」には、鉄化合物などの分析用の小型のメスバウアー分光装置も搭載された。
ロバート・パウンド (Robert Pound) とグレン・レブカ (Glen Rebka) によって、1960年に重力場が時間の遅れを起こすことが示された際にも、メスバウアー効果が利用された。
メスバウアーはローマ教皇庁科学アカデミー、バイエルン科学・人文科学アカデミー、国際科学アカデミー (International Academy of Science, IAS) などの会員であった。
2011年にバイエルン州のグリュンヴァルトで死去。

## 受賞歴
- 1961年 ノーベル物理学賞、エリオット・クレッソン・メダル
- 1984年 ロモノーソフ金メダル
- 1986年 アルベルト・アインシュタイン・メダル